# TX Network
TX Network o TXN (antes Mega TON Red) es una red de televisión comercial de Japón. La red está afiliada con el grupo Nihon Keizai Shimbun. El "TX" se toma de indicativo de TV Tokyo. También se conoce como TV Tokyo Network.

## Historia
Tokio Canal 12 casi se fue a la bancarrota en 1968. En ese momento, una compañía de producción de televisión se estableció con dos empresas, los periódicos de negocios Nihon Keizai Shimbun y Mainichi Broadcasting System tienen un papel central en la inversión. 
En este momento, MBS estaba afiliado a NET TV (ahora TV Asahi), que lleva a cabo una "declaración tecla de estación" a petición del Nikkei, en forma de cruz-redes con Tokio Canal 12 y NET, en octubre de 1969. Ambos canales firmaron una red, donde lanzaron un programa de coproducción, por ejemplo, entre sí se suministran los programas de ambas estaciones, para fortalecer la relación. Sin embargo, la relación que involucra MBS y Tokio Canal 12 desapareció el 31 de marzo de 1975, cuando MBS y ABC intercambian sus afiliaciones. Tokio Canal 12 se convirtió en un canal independiente y se mantuvo así hasta el inicio de los años 80.
Luego, el 1 de marzo de 1982, TV Osaka (TVO) se convirtieron en las primeras estaciones afiliadas de lo que llegó a ser la red de estaciones de TV Tokyo. La nueva red fue nombrada Mega Red TON. 
Aunque "Mega TON" inicialmente significaba "Megalópolis Tokio-Osaka Red", la "N" también significaba Nagoya, a la que se planeó una tercera estación. TV Aichi (TVA) comenzó a emitir el 1 de septiembre de 1983.
El 1 de octubre de 1985, una cuarta estación que cubre Okayama y Kagawa (el Área cuasi Amplia Setouchi), llamada TV Setouchi (TSC), comenzó la radiodifusión. Debido a la expansión de la red, se cambió de nombre el 1 de abril de 1989 a TX Red (TXN). Al mismo tiempo, TV Tokio ganó el TX como abreviatura de distintivo para la estación. TV Hokkaido en Hokkaido y TVQ Kyushu Radiodifusión en Fukuoka comenzó a transmitir en 1989 y 1991, respectivamente. La red obtuvo su forma actual de siete estaciones.

## Sedes

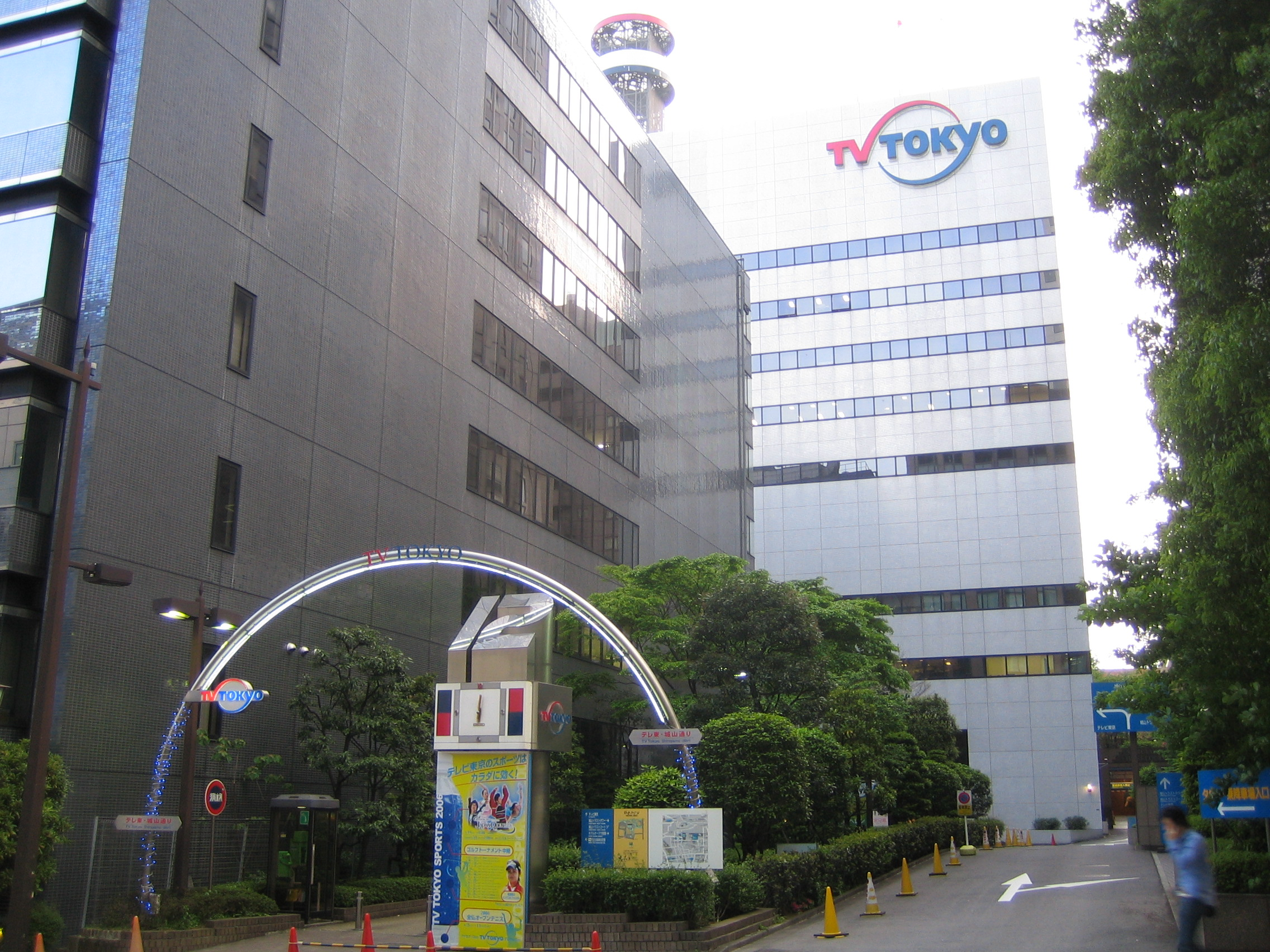
Oficinas de TV Tokyo en Minato (Tokio).
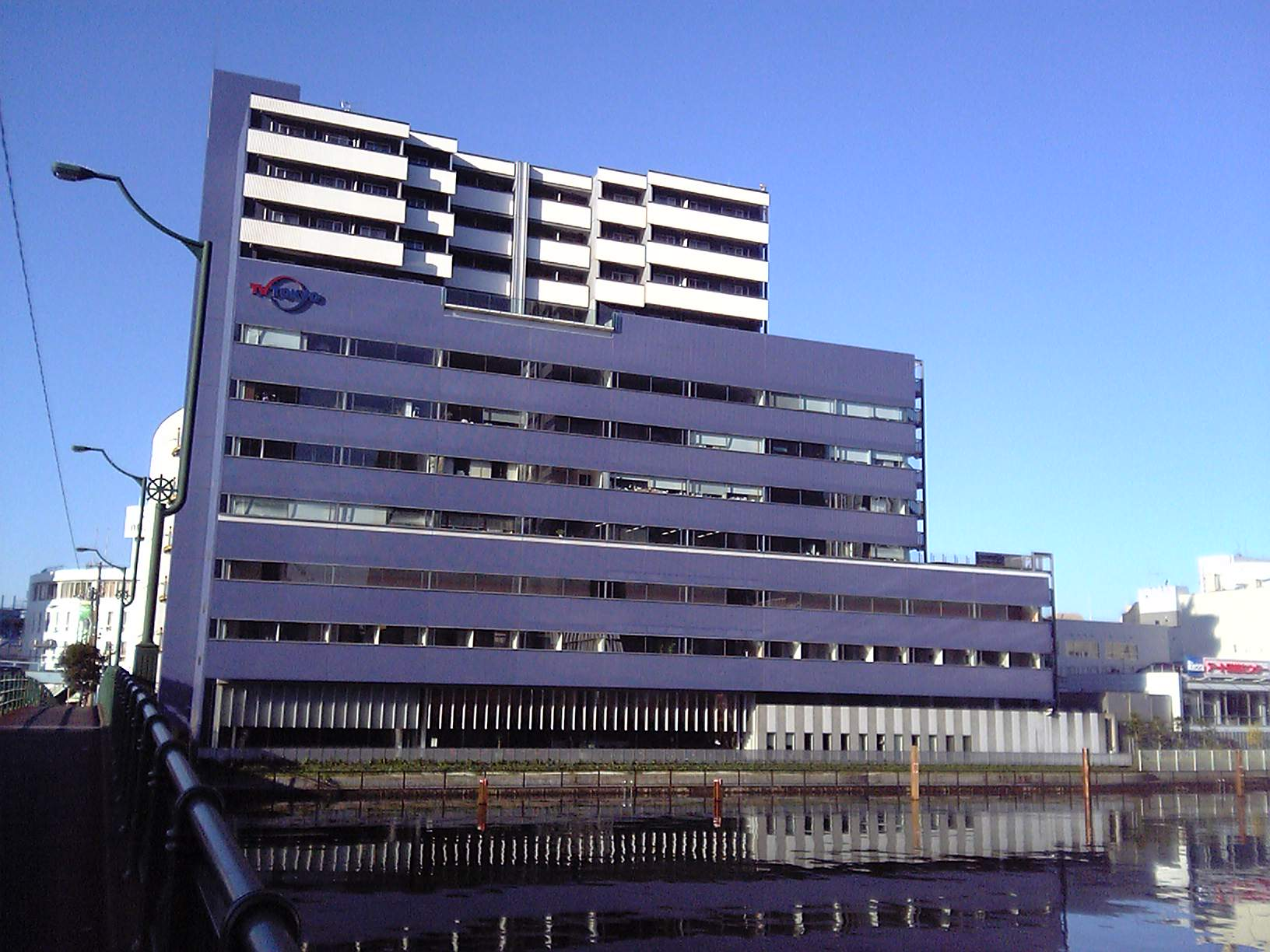
Oficinas de TV Tokyo en Tennouzu Isle (Tokio).
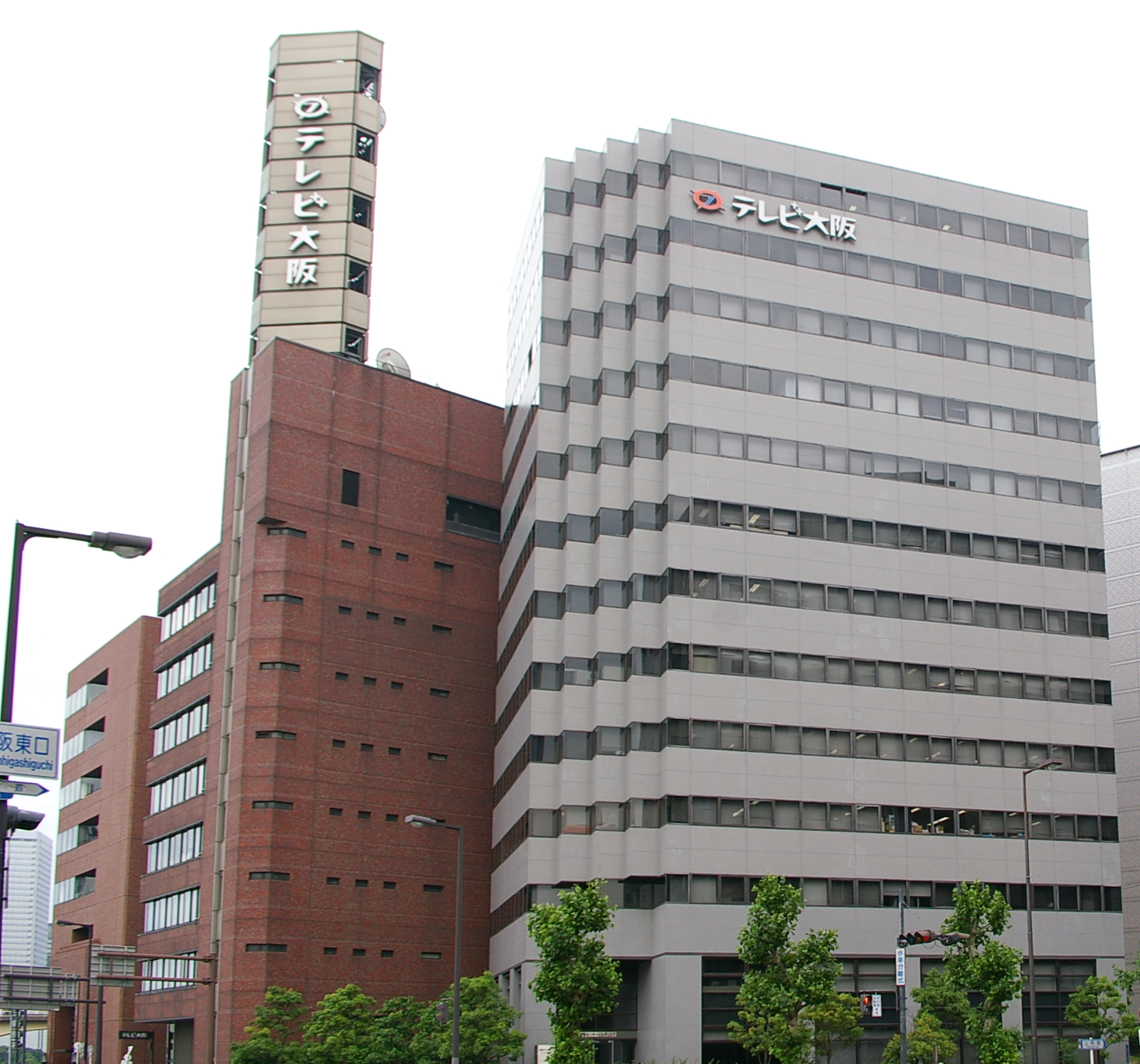
Oficinas de TV Osaka.
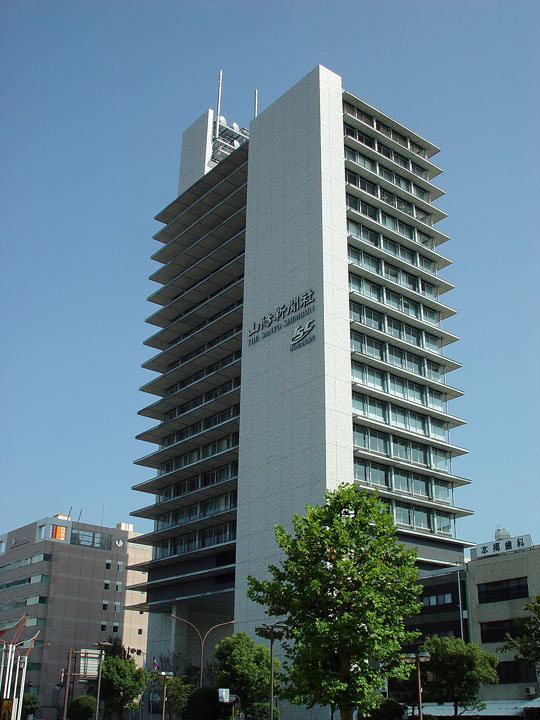
Sede de TV Setouchi

## Estaciones
| Abreviatura | Estación        | Distintivo | Zonas de Difusión (Prefectura)                            |
| ----------- | --------------- | ---------- | --------------------------------------------------------- |
| TX          | TV Tokyo        | JOTX-DTV   | Tokio, Ibaraki, Tochigi, Gunma, Saitama, Chiba y Kanagawa |
| TVO         | TV Osaka        | JOBH-DTV   | Osaka                                                     |
| TVA         | TV Aichi        | JOCI-DTV   | Aichi                                                     |
| TVH         | TV Hokkaido     | JOTY-DTV   | Hokkaido                                                  |
| TSC         | TV Setouchi     | JOHI-DTV   | Okayama y Kagawa                                          |
| TVQ         | TVQ Kyushu Hoso | JOPH-DTV   | Fukuoka                                                   |
| BS-TX       | BS TV TOKYO     |            | A nivel nacional a través de radiodifusión por satélite   |